# Fornbo
Fornebo kan även syfta på Fornebu i Norge.
Fornbo (även Fornebo) är en bebyggelse i Flens kommun, i Lilla Malma socken, beläget cirka 8 kilometer nordost om Flen. Bebyggelsen klassades av SCB 1995 som en småort. Vid avgränsningen 2020 hade de bofasta minskat till färre än 50 och orten avregistrerades som småort.